# The Chance of a Lifetime
The Chance of a Lifetime er en britisk stumfilm fra 1916 af Bertram Phillips.

## Medvirkende
- Queenie Thomas som Mrs. Edgar.
- Austin Camp som Dick Douglas.
- Fay Temple som Diana Lawson.
- H. Agar Lyons som Clinch.
- Frank Petley.